# Hümmlinger Kreisbahn L1 und L2
Die Hümmlinger Kreisbahn L1 und L2 gehören zu einer neun Lokomotiven umfassenden Lieferung von zweiachsigen Rangierlokomotiven der Lokomotiv- und Waggonbaufabrik Krupp aus der Mitte der 1950er Jahre. Sie hatten luftgekühlte Dieselmotoren und hydraulische Kraftübertragung mit einem schaltbaren Nachschaltgetriebe. Einige Lokomotiven sind als Museumslokomotiven vorhanden.

## Geschichte
Krupp hat von 1952 bis 1964 78 zweiachsige Lokomotiven mit hydraulischer Kraftübertragung für den leichten Rangierdienst gebaut. Die Lokomotiven waren unterschiedlich motorisiert, mit luftgekühltem Motor von KHD oder mit wassergekühltem Motor von MAN. Die Lokomotiven von Krupp sind nicht in einem Typenverzeichnis enthalten.
Aus dem zweiten Nachkriegsprogramm stammen diese Lokomotiven mit einer Leistung von 220 PS. Von diesen Lokomotiven, die ausschließlich mit KHD-Motoren gefertigt sind, wurden von 1954 bis 1958 insgesamt neun Lokomotiven gefertigt. Neben der Lieferung an die Hümmlinger Kreisbahn bekam die Rennanlage Rhein-Ruhr zwei Lokomotiven dieser Baureihe, je eine Lokomotive erhielten die Westfälische Drahtindustrie, H.C. Starck (Einsatz im Werk Laufenburg (Baden)), Phoenix-Rheinrohr, Papierfabrik Scheufelen und BBC Mannheim.

## Konstruktive Merkmale
Die Lokomotiven hatten einen Maschinenvorbau und einen dahinter liegenden Führerstand. Die zuerst gelieferte Lokomotive der Hümmlinger Kreisbahn besaß einen glatten Vorbau, die HKB L2 besaß hingegen eine Abschrägung, um den Sichtwinkel des Lokführers zu verbessern. Das Rangierpersonal hatte seitlich zwischen den beiden Achsen eine Mitfahrgelegenheit.
Alle Lokomotiven waren mit einem luftgekühlten Zwölfzylinder-Viertakt-Dieselmotor von KHD ausgerüstet. Die Kraftübertragung erfolgte mit einem Strömungsgetriebe von Krupp, bei dem die Schaufeln im Pumpenrad des Wandlers zur Leistungs- und Zugkraftregelung verstellt werden konnten. Außerdem besaßen die Lokomotiven ein Nachschaltgetriebe, bei dem während der Fahrt zwei Gänge mit einer Lamellenkupplung geschaltet werden konnten. Nach diesem Nachschalt- und Wendegetriebe wurden beide Achsen mit einem Kettenritzel und einer Rollenkette angetrieben.

## Einsatz

### Hümmlinger Kreisbahn
Die Lokomotiven waren die ersten normalspurigen Lokomotiven der Gesellschaft. Die HKB L1 wurde 1956 geliefert, die HKB L2 folgte ein Jahr später. Eine Lokomotive war für den Normalbetrieb auf der umgespurten Hümmlinger Kreisbahn gedacht. Für stärkere Verkehre sollten beide Lokomotiven zusammen den Zug übernehmen können. Die für den Rangierdienst konzipierten Maschinen waren für den Streckendienst zu schwach und zu langsam, außerdem kam es oft zu übermäßiger Getriebeerwärmung. Deshalb wurden beide Lokomotiven verkauft, die L2 schon 1961, die L1 1979.
Die HKB L1 ist heute beim Heiligenstädter Eisenbahnverein erhalten.

### Weitere erhaltene Lokomotiven
Erhaltene Lokomotiven sind heute vorhanden bei:
- der Gesellschaft zur Erhaltung von Schienenfahrzeugen,[7]
- den Eisenbahnfreunden Zollernbahn[8]

Zudem wurde eine Lokomotive der Rennanlage Rhein-Ruhr als Denkmal in Hilchenbach-Vormwald aufgestellt.